# Орбитальная астрономическая обсерватория

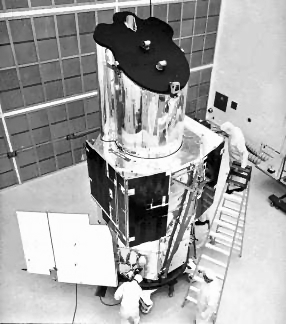
OAO-3 в чистовой камере

Орбита́льная астрономи́ческая обсервато́рия (англ. Orbiting Astronomical Observatory, OAO) — серия спутников из четырёх космических обсерваторий, запущенных НАСА между 1966 и 1972 годами. 
Спутниками ОАО был выполнен большой объём фотометрических измерений и исследований в области ультрафиолетовой, рентгеновской и гамма-астрономии, впервые были проведены высококачественные наблюдения множества астрофизических объектов в ультрафиолетовом диапазоне волн. Несмотря на то, что две миссии ОАО потерпели неудачу, другие две прошли успешно, наглядно продемонстрировав преимущества космических обсерваторий. 
Обсерватории ОАО послужили прототипами и стали предшественниками космического телескопа «Хаббл».

## ОАО-1
Первый спутник серии был запущен 8 апреля 1966 г., на нём были размещены детекторы ультрафиолетового, рентгеновского и гамма-излучения. Однако задействовать эти инструменты не удалось, после трёх дней полёта была зафиксирована потеря питания спутника и миссия была завершена.

## ОАО-2
ОАО-2 был запущен 7 декабря 1968 года и нёс на себе 11 ультрафиолетовых телескопов и инструменты для фотометрических исследований. Обсерватория успешно работала до января 1973 года. 
Благодаря наблюдениям на ОАО-2 был сделан ряд важных астрономических открытий. В частности, впервые было установлено, что кометы окружены огромным водородным облаком, шириной в несколько сотен тысяч километров, а также были проведены наблюдения новых, обнаружившие повышение мощности ультрафиолетового излучения новой во время снижения её оптической яркости.

## ОАО-B
На борту третьего спутника серии ОАО-B находился 38-дюймовый ультрафиолетовый телескоп, который должен был обеспечить регистрацию спектра слабых объектов, ранее не поддававшихся наблюдению. Во время запуска 3 ноября 1970 года обсерватория не смогла отделиться от ракеты-носителя, повторно вошла в атмосферу и в конечном счёте затонула в водах Атлантического океана.

## ОАО-3 «Коперник»
Спутник ОАО-3 был запущен 21 августа 1972 года, его миссия стала самой успешной в программе ОАО. Обсерватория была создана в сотрудничестве НАСА и британского Совета по науке и прикладным исследованиям (SERC), на её борту находились детектор рентгеновского излучения созданный в Муллардской космической научно-исследовательской лаборатории при Лондонском Университете-Колледже и 80-сантиметровый ультрафиолетовый телескоп Принстонского университета. 
После запуска обсерваторию назвали Коперник в ознаменование 500-летней годовщины со дня рождения Николая Коперника.
Эксплуатация «Коперник» продолжалась до февраля 1981 года, в ходе миссии были получены высококачественные спектры сотен звёзд, проведены обширные исследования в рентгеновском диапазоне волн. Среди множества открытий сделанных при помощи «Коперника» — обнаружение нескольких долговременных пульсаров с периодом обращения в несколько минут (обычный период обращения для пульсара составляет секунды и доли секунд).